# 黄果树瀑布
黃菓樹瀑布位于中国贵州省安顺市镇宁布依族苗族自治县，是珠江水系打邦河的支流白水河九级瀑布群中规模最大的一级瀑布。瀑布高度为77.8米，其中主瀑高67米；瀑布宽101米，其中主瀑顶宽83.3米。
黃菓樹瀑布号称“亚洲第一大瀑布”。虽然其一级主瀑布实际上以流量和宽度计算不及老挝的孔恩瀑布，与中国境内瀑布相比也在流量次于黄河壶口瀑布，和宽度次于广西德天瀑布。但还是以其雄奇壮阔的一级主瀑布、连环密布的瀑布群而闻名于海内外，十分壮丽。并享有“中华第一瀑”之盛誉。而其瀑布群包含着雄、奇、险、秀风格各异的大小18个，形成一个庞大的瀑布“家族”，被大世界吉尼斯总部评为世界上最大的瀑布群，列入世界吉尼斯记录。其中黃菓樹大瀑布是黃菓樹瀑布群中最为壮观的瀑布。于2007年5月，经中国国家旅游景区质量等级评定委员会审查验收，黃菓樹瀑布景区成为首批中国国家5A级旅游景区之一。也是86年版本西遊記的取景地。

## 形成原因
黄果树瀑布地处喀斯特地貌区，形成初期，上游河水沿溯源侵蚀裂点下渗，形成了众多地下河及溶洞。随着侵蚀的加剧，注入地下河及溶洞的水量不断增大，逐渐形成了喀斯特地区特有的地下裂点。这种状况继续发展，导致地表河谷干涸，水流几乎全部进入地下，侵蚀作用使地下洞腔越来越大，地表随之发育出一些竖井及天窗。这些构造的不断扩大和塌陷，使河谷裂点不断向上游推移，最终形成了黄果树瀑布。黄果树瀑布是典型的喀斯特侵蚀裂点型瀑布。而塌陷部分低于原来的地面，也就成为了现在瀑布注入的“犀牛潭”。
由于水流的冲刷作用，黄果树瀑布在形成之后逐渐向后退。除了犀牛潭这个现存的冲蚀坑外，在下游还存在着三道滩、马蹄滩、渔鱼井三个冲蚀坑遗址。由于瀑布是在同期洞穴塌陷后造成河谷纵向裂点而形成的，因此以同期洞穴堆积物的绝对年代判断下限，以河谷发育期判定上限，黄果树瀑布的形成年代约为10-50万年。

## 名称由来
黄果树瀑布在典籍中可查的首次出现是在明代旅行家和地理学家徐霞客的著作《徐霞客游记》中。据书中一文，1638年四月廿三 徐霞客询问当地人大瀑布之上游的河流名称，得到“白水河”的答案，但徐霞客在文中并未提及瀑布的名称。 之后，明代和清代的大量诗文中，提及该瀑布时，也均以“白水河”指代，河瀑不分。
直至清道光十四年（1834年）刻印的山阳李宗邡《黔记》中，收录了江西山阳李腾华的《白水河小憩并序》，其中写道：“白水河，其地多黄果树，故以树名名村市。”，并记两句诗序中还引用了两句诗：“飞雪溅衣黄果树，乱红撩眼刺梨花。”事实上该地并无“黄果树”，该序作者写成“黄果树”，原因为当地有一种常见的落叶乔木“黄桷树”，即榕树。当地过往的商客由于读音相近，误记“黄桷树”为“黄果树”，因此有此记载。而在《镇宁县志》、《永宁州志》等记载中，还出现了“黄葛树”、黄阁墅”等对该地区的称谓。
清末民国初贵阳诗人王敬彝的《黄果树瀑布》诗，是可靠记载中首次直接提出“黄果树瀑布”这个名称的文献。加之当地人对《黔记》这部古籍的信任，“黄果树瀑布”逐渐替代了“白水河瀑布”，成为对该瀑布最普遍的称谓。

## 自然条件
黄果树瀑布地处亚热带季风气候区，该地区常年受印度洋西南季风和太平洋东南季风影响，气候湿润，温和多雨。瀑布地区平均温度为15.6℃。7月气温最高，平均温度23.2℃；1月平均温度为5.9℃。气温年较差17.3℃。历史上的极端最高气温35.3℃，极端最低气温为-8.5℃。
该地区多年平均降水量为1307毫米，其中4至10月的降水量就占全年总降水量的89.9％，平均达1175毫米。瀑布所在地区日照较少，多年日照百分率30％，加之地处贵州西部低洼地带，降水较多，全年相对湿度达80％左右。全年平均霜日7.3天，无霜期290天。
该地区喀斯特地貌显著。地带性植被为中亚热带常绿阔叶林，但在长期人为因素影响下，原生林已基本不存在，目前该地区植被主要是次生林。

## 测量
2005年7月，贵州省第一测绘院工程技术人员采用全球卫星定位系统、红外测距三角高程等测绘技术手段对黄果树瀑布的相关数据进行了测量，测量结果为：
- 瀑布位于东经105度40分，北纬25度59.5分；
- 瀑布实际高度为77.8米，主瀑高67米，宽101米，其中主瀑顶部宽83.3米；
- 瀑布底部海拔高度为903.9米。[1]

## 现状

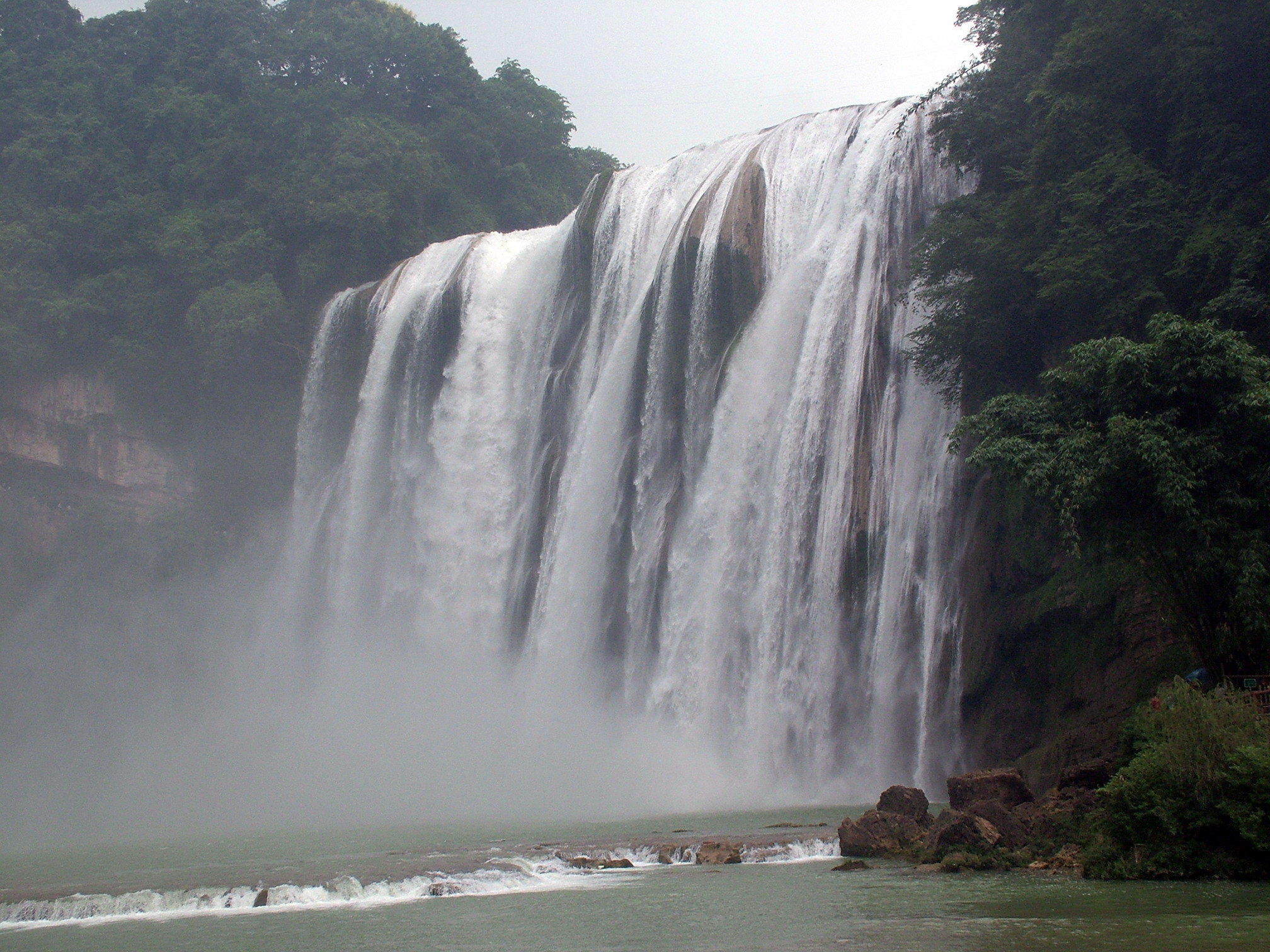
中水时的黄果树瀑布

### 流量
黄果树瀑布平均径流深为799.1毫米，平均径流模数为18.2升／秒·平方公里。该瀑布有大水、中水、小水的明显差异，这与降水量的季节变化一致。2007年7月，瀑布流量达到每秒690立方米，为当年黄果树瀑布水流量最高记录。

### 旅游
1977年起，黄果树瀑布及附近地区逐步被辟为风景区
。目前黄果树瀑布已连同附近的白水河瀑布群等景点被整合开发为“黄果树瀑布景区”，由黄果树风景名胜区管理委员会负责管理，黄果树旅游集团有限公司负责运营和开发。1982年，黄果树被中国国务院审定为首批“国家级风景名胜区”之一。目前到该地观光旅游的游客逐年增加，并且，当地每年还在瀑布水量充沛的八九月份举办“黄果树瀑布节”吸引游客。
2007年5月，经中国国家旅游景区质量等级评定委员会审查验收，黄果树瀑布景区成为首批中国国家5A级旅游景区之一。

### 环境问题
黄果树瀑布地区的环境问题近几十年来一直受到关注。20世纪八十年代初，当地植被在长期的破坏下，植被覆盖率仅为3%左右。中国国务院1997年下发《黄果树风景名胜区总体规划》，要求该地森林覆盖率应达到55%。1992年，黄果树瀑布申报世界自然遗产失败，联合国教科文组织认为瀑布上游植被覆盖率太低，导致瀑布时常断流。但也有人指出断流是由上游地区争夺水资源导致的。
1999年以来，黄果树瀑布景区实施了外围绿化工程和退耕还林工程，植被覆盖率不断上升，在2007年达到了30.5%，核心地区植被覆盖率达到90%。目前当地的生态改善工作仍在继续。

## 主要景点

### 水帘洞

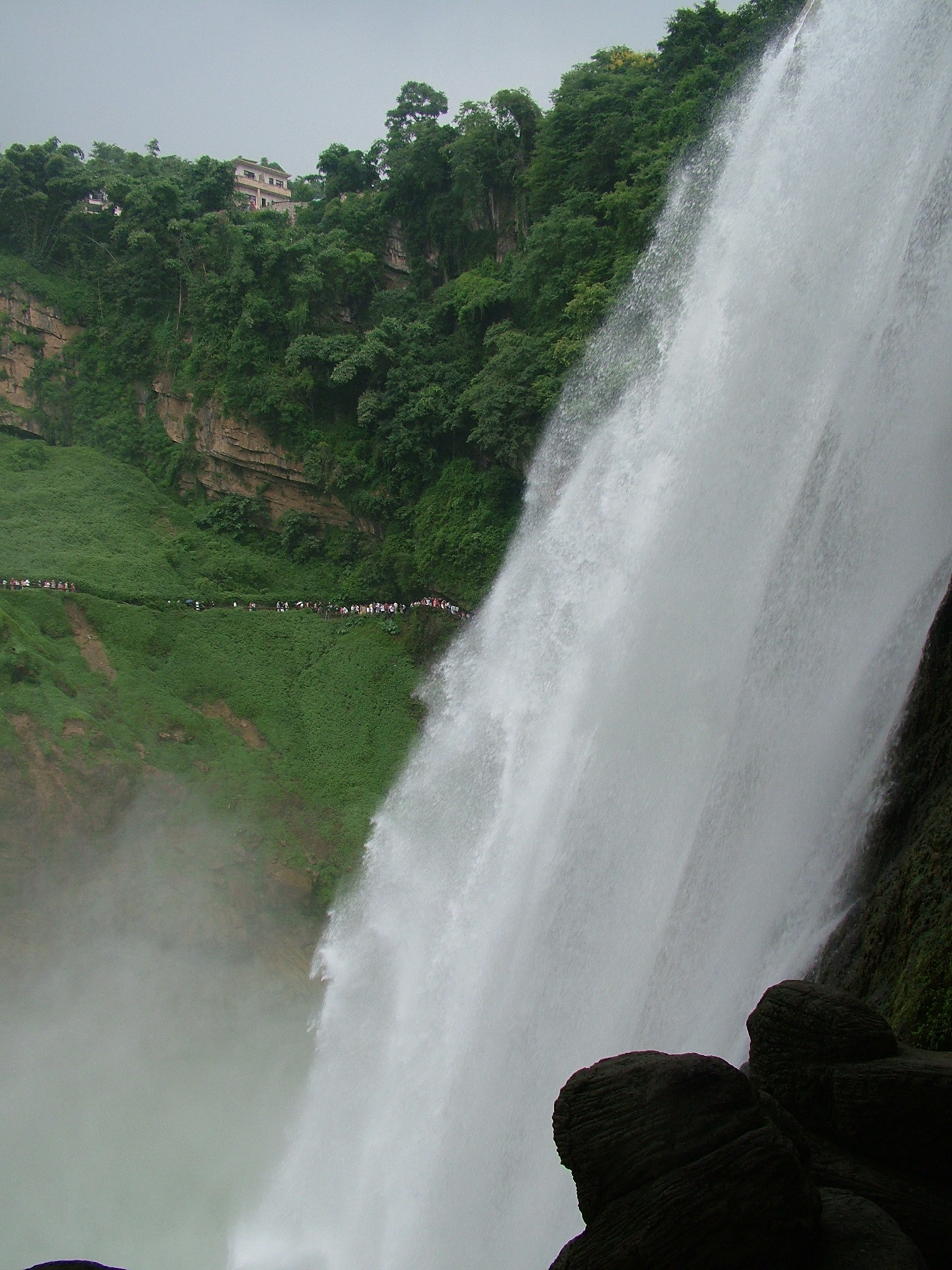
从水帘洞内观察瀑布

位于大瀑布四十米至四十七米的高度，是黄果树主瀑布后面的岩壁上有一个溶洞，洞深20多米，长134米，有六个洞窗、五个洞厅、三股洞泉和六个通道，横贯瀑布两侧，洞口常年被瀑布所遮掩。从洞中的开口处可以近距离观察瀑布；在晴天里，从上午九时至下午五时均能观察到犀牛潭上空的彩虹。

### 犀牛潭

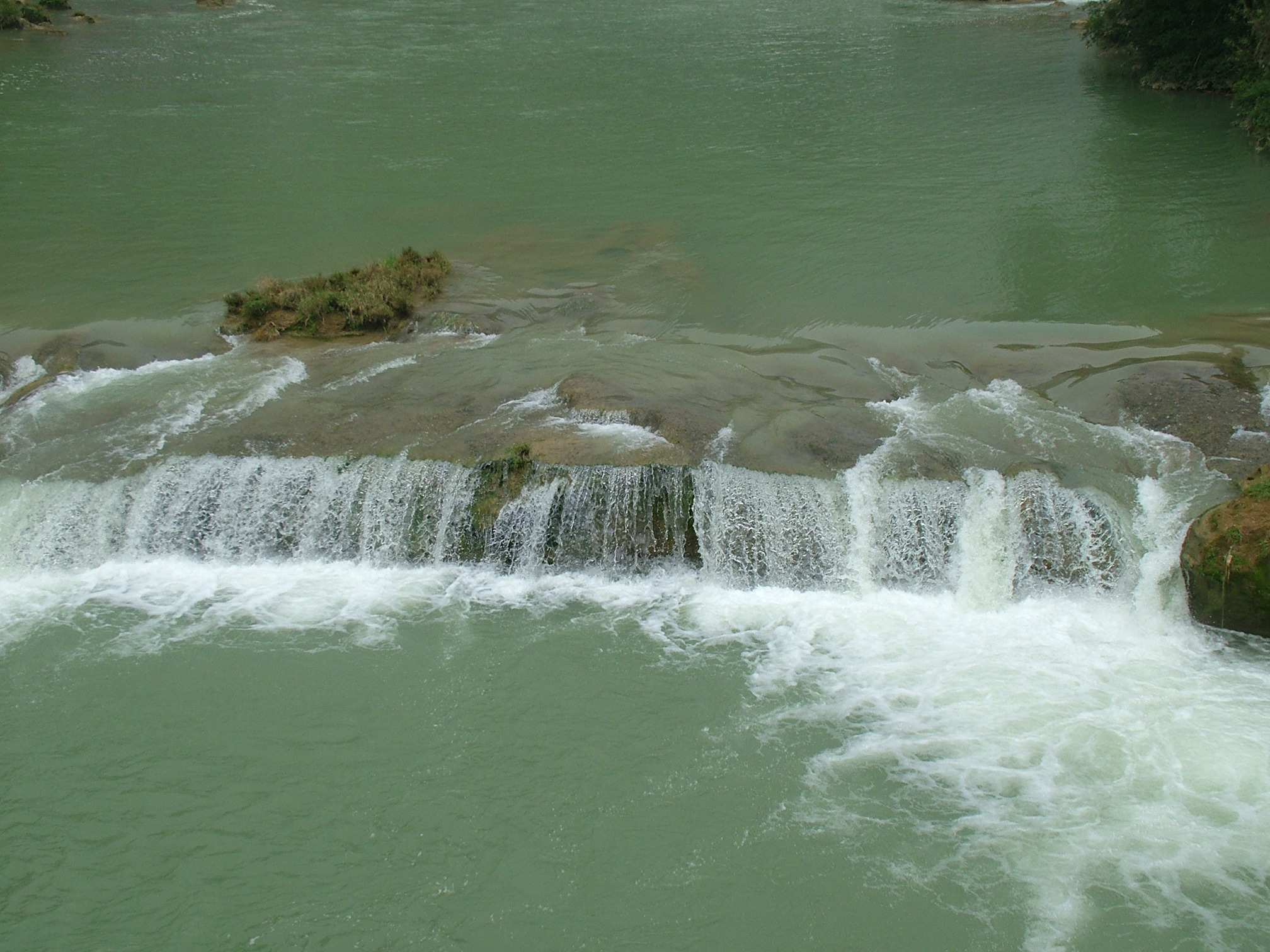
犀牛潭小瀑布

犀牛潭为黄果树瀑布注入的水潭，其下游依次为三道滩、马蹄潭、冒水潭等。犀牛潭因其形状像犀牛而得名。也有说相传唐代曾有犀牛在该潭洗澡，故得名犀牛潭。

### 银链坠潭瀑布

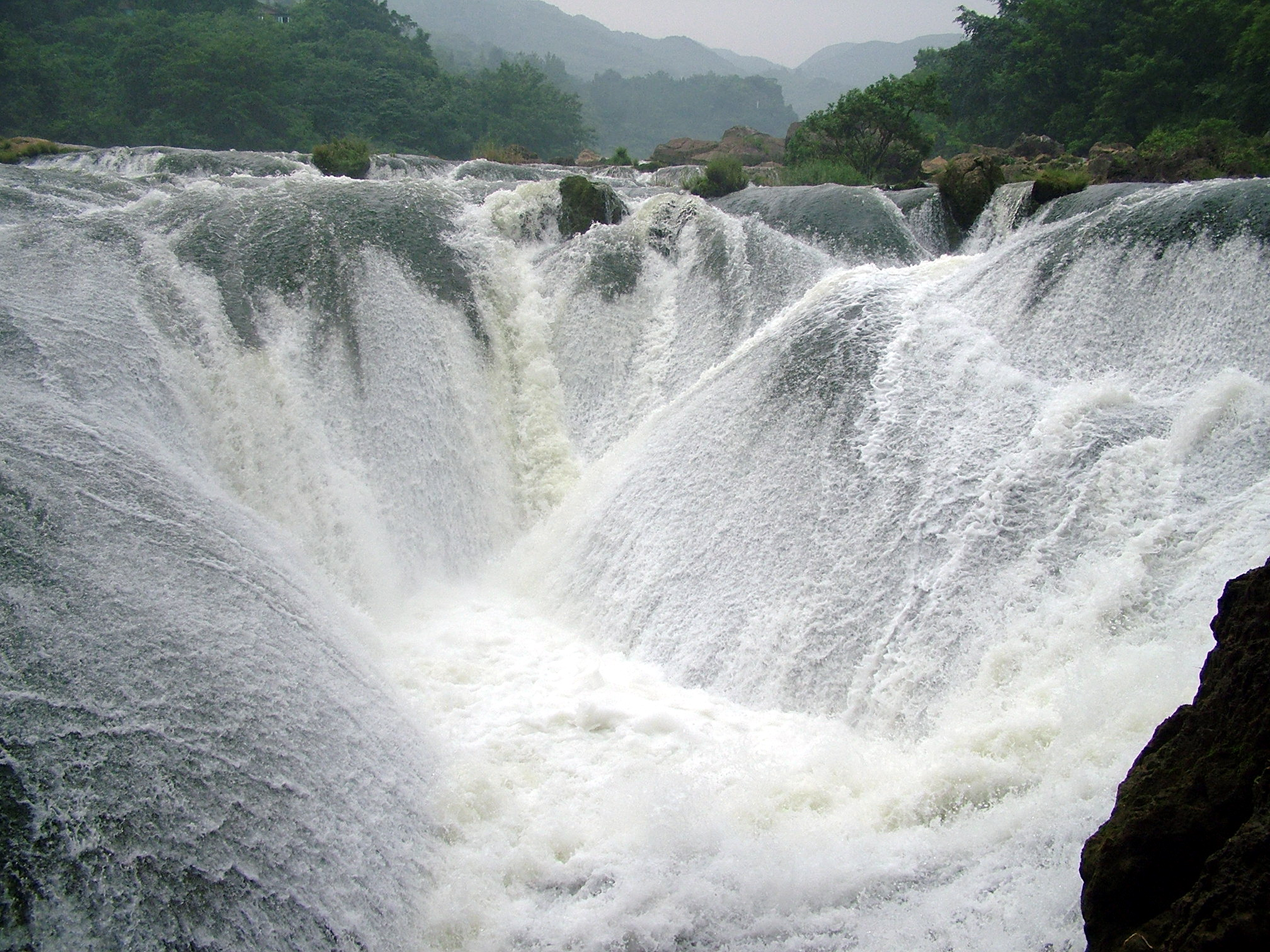
银链坠潭瀑布

银链坠潭瀑布，位于黄果树瀑布景区水上石林左上方。该瀑布高十余米，上部呈漏斗形，底部为槽状溶潭。游客可于瀑布旁的石路上近距离观赏，并可听到瀑布极震撼的轰鸣声。另外，该瀑布还出现在了2001年7月22日发行的《黄果树瀑布群》特种邮票中。